# À l'assaut du ciel
À l’assaut du ciel est une revue française d'aviation, publiée entre 1946 et 1948 et destinée à la jeunesse.

## Généralités
À l'assaut du ciel est un périodique français destiné à la jeunesse comportant des récits complets sous forme de bande dessinée. On compte seulement 13 exemplaires parus de juin 1946 à juin 1948. 
Vendu 15 FF, le titre se présente comme un album de taille 180 mm x 265 mm à la couverture brochée avec dos cahier, en noir et blanc, comportant 16 pages. Il est édité par les Éditions Marcel Daubin de Paris. Son gérant se nomme Michel Gérard.
Les dessins sont signés Adley, Van Straelen et Christian Mathelot, lequel Christian Mathelot ayant également réalisé les couvertures de certains exemplaires.

## Source
- BD's on the WEB